# Cantón de Coligny
El cantón de Coligny (en francés canton de Coligny) era una división administrativa francesa del departamento de Ain, en la región de Ródano-Alpes.

## Composición
El cantón incluía nueve comunas:
- Beaupont
- Bény
- Coligny
- Domsure
- Marboz
- Pirajoux
- Salavre
- Verjon
- Villemotier

## Supresión del cantón
En aplicación del decreto nº 2014-147 del 13 de febrero de 2014, el cantón de Coligny fue suprimido el 1 de avril de 2015 y sus 9 comunas pasaron a formar parte del nuevo cantón de Saint-Étienne-du-Bois.